# Jihozápadní Asie
Jihozápadní Asie nebo západní Asie je subregion v jihozápadní části Asie. Toto označení není příliš užívané, místo toho se oblast spíše nazývá Blízký východ či Střední východ, do toho je však na rozdíl od Jihozápadní Asie obvykle zahrnován Egypt a naopak do něj není počítán Kavkaz. Termínu se užívá většinou pro statistické účely a odhadovaný počet obyvatel v oblasti k roku 2015 je okolo tří set milionů.
Jihozápadní Asie má velmi členitý povrch. Severní část vyplňují pásemná pohoří vytvořená v průběhu alpínsko-himálajského vrásnění, např. Taurus v Malé Asii, Arménskou vysočinu (nejvyšší vrchol Ararat) a na hranici Evropy a Asie Velký Kavkaz (nejvyšší vrchol Elbrus). Součástí jihozápadní Asie je i Arabský poloostrov. Má charakter náhorní plošiny, která se svažuje od západu k východu.

## Státy Jihozápadní Asie
| Stát a jeho vlajka      | Hlavní město | Rozloha (km²) | Počet obyvatel (odhad k 1. 7. 2002) | Hustota osídlení (ob./km²) |
| ----------------------- | ------------ | ------------- | ----------------------------------- | -------------------------- |
| Arménie                 | Jerevan      | 29 800        | 3 330 099                           | 111,7                      |
| Ázerbájdžán             | Baku         | 86 600        | 9 000                               | 103,9                      |
| Bahrajn                 | Manáma       | 665           | 656 397                             | 987,1                      |
| Egypt                   | Káhira       | 1 001 739     | 101 606 000                         | 99                         |
| Gruzie                  | Tbilisi      | 69 700        | 4 630 841                           | 66,4                       |
| Irák                    | Bagdád       | 437 072       | 24 001 816                          | 54,9                       |
| Írán                    | Teherán      | 1 648 195     | 82 021 564                          | 41                         |
| Izrael                  | Jeruzalém    | 20 770        | 6 029 529                           | 290,3                      |
| Jemen                   | Saná         | 527 970       | 18 701 257                          | 30,4                       |
| Jordánsko               | Ammán        | 92 300        | 5 307 470                           | 57,5                       |
| Katar                   | Dauhá        | 11 437        | 793 341                             | 69,4                       |
| Kuvajt                  | Kuvajt       | 17 820        | 2 111 561                           | 118,5                      |
| Kypr                    | Nikósie      | 9 250         | 775 927                             | 83,9                       |
| Libanon                 | Bejrút       | 10 400        | 3 677 780                           | 353,6                      |
| Palestina               | Ramaláh      | 6 220         | 5 133 392                           | 667                        |
| Omán                    | Maskat       | 212 460       | 2 713 462                           | 12,8                       |
| Saúdská Arábie          | Rijád        | 1 960 582     | 23 513 330                          | 12,0                       |
| Spojené arabské emiráty | Abú Zabí     | 82 880        | 2 445 989                           | 29,5                       |
| Sýrie                   | Damašek      | 185 180       | 17 155 814                          | 92,6                       |
| Turecko**               | Ankara       | 756 768       | 57 855 068                          | 76,5                       |

*Většina Egypta se nachází v Africe.
**Malá část Turecka se nachází v Evropě.

## Geografie
Jihozápadní Asie je ohraničena na severu Černým mořem, Kavkazem, Kaspickým mořem na východě Pamír a údolí Indu. Na jihu je obmývána Arabským mořem, Perským, Ománský, Adenským zálivem a na západě Rudým, Středozemním a Egejským mořem.
Povrch jihovýchodní Asie tvoří hornatý poloostrov Malá Asie dalším výrazně zvrásněným celkem je Íránská vrchovina. Na samém jihu leží Arabský poloostrov pokrytý převážně pouští Rub al-Chálí. Východní břeh Středozemního moře pokrývá polopouštní Levant.

### Povrch
Jihozápadní Asie má velmi členitý povrch. Severní část vyplňují pásemná pohoří vytvořená v průběhu alpínsko-himálajského vrásnění, např. Taurus v Malé Asii, Arménská vysočina (nejvyšší vrchol Ararat) a na hranici Evropy a Asie Velký Kavkaz (nejvyšší vrchol Elbrus). Součástí jihozápadní Asie je i Arabský poloostrov. Má charakter náhorní plošiny, která se svažuje od západu k východu.

### Vodstvo
Vzhledem k suchému aridnímu klimatu se v oblasti nenachází mnoho vodních zdrojů. Výjimku tvoří především řeky Eufrat a Tigris, které zavlažují Mezopotámskou nížinu. Další významnou řekou v oblasti je Jordán.

## Obyvatelstvo
Většina Jihozápadní Asie je obývána muslimy, zpravidla sunnity, výjimkou je Írán, kde převažují ší'ité. Křesťanství převažuje v Gruzii, Arménii a na Kypru, Izrael je židovský stát. Oblast obývají také etnoreligiózní skupiny jako Drúzové, Mandejci, Jezídové, Zoroastriáni, Samaritáni a Alavité.
Ve většině zemí převažuje arabština, ostatními oficiálními jazyky jsou perština, turečtina, arménština nebo hebrejština.

## Nerostné bohatství
Region je světově významný, kvůli ohromným zásobám ropy a zemního plynu v Perském zálivu.
V jihozápadní Asii se nachází velká naleziště ropy. Ta se těží hlavně na Arabském poloostrově a pobřeží Perského zálivu. Kromě ropy se na Arabském poloostrově těží zemní plyn, zlato a fosfáty. Na Arabském poloostrově se nachází největší zásoba ropy na světě. V Turecku se těží uhlí, magnezit a chrom. V ostatních státech se těží hlavně ropa a fosfáty. V JZ se těží polovina ropy na světě.[zdroj⁠?!]
Ropa se vyváží do EU a Japonska. Petrochemický průmysl (ropný) a výroba elektrické energie.